# رابرت تشه
رابرت تشه (انگلیسی: Robert Tesche؛ زادهٔ ۲۷ مهٔ ۱۹۸۷) بازیکن فوتبال اهل آلمان است.
از باشگاه‌هایی که در آن بازی کرده‌است می‌توان به باشگاه فوتبال ناتینگهام فارست، باشگاه فوتبال هامبورگ، باشگاه فوتبال آرمینیا بیله‌فلد، باشگاه فوتبال فورتونا دوسلدورف، و باشگاه فوتبال بیرمنگام سیتی اشاره کرد.